# Greg
Greg   (Ixelles, 5 de maig de 1931 - Neuilly-sur-Seine, 29 d'octubre de 1999) o Michel Regnier, va ser un dibuixant de còmics, guionista, redactor en cap, editor i director literari belga nacionalitzat francès. Amb una producció abundant en qualitat i quantitat de més de 250 àlbums al seu actiu forma part dels creadors més prolífics de l'anomenada escola de còmic francobelga.
Va viure a Herstal, prop de Lieja. Només amb setze anys va publicar les Aventures de Nestor et Boniface, al diari belga Vers l'Avenir. Aleshores va conèixer André Franquin, que va l'estimular i molt influir en la seva obra. De 1958 a 1977 va abandonar el dibuix per especialitzar-se en guions dibuixats per d'altres. És conegut per ser el creador del personatge Achille Talon i el guionista de les sèries Comanche i Bernard Prince, dibuixades per Hermann, i amb Louis Albert va crear el personatge de Bruno Brazil, dibuixat per William Vance, així com de diversos àlbums d'Espirú i Fantàstic, de l'època en què Franquin n'era el dibuixant. Sota el pseudònim Michel Denys va crear Le Chat.
El 1967, Greg, entra a la direcció editorial de la revista Tintin editada per les Editions du Lombard. El 1974 va deixar Tintin i es va establir a París, on va ser nomenat director literari de l'editorial Dargaud.
Va morir a Neuilly-sur-Seine prop de París el 29 d'octubre de 1999.